# People Movers de l'aéroport international Harry Reid
Les navettes automatiques de l'aéroport international McCarran sont trois lignes automatique distinctes fonctionnant à l'aéroport international McCarran, près de Las Vegas. Comme les autres navettes automatiques de Las Vegas, elles portent le nom de Tram. La ligne Verte reliant le terminal principal au hall C, la ligne Bleue reliant le terminal principal au hall D et la ligne Rouge reliant le hall D au terminal 3 avec les portes des destinations internationales.

## Les lignes

Le système des trois navettes entre les halls

### La ligne Verte
La ligne verte a été la première ligne de transport de personnes à l'aéroport, ouverte en 1985. Elle relie le terminal 1 au hall C, qui dessert principalement Southwest Airlines. La ligne Verte comporte deux voies parallèles de 430 m. chacune avec des trains de deux voitures qui vont et viennent entre les deux gares.
Ce système initial comprenait deux véhicules C-100. En 1991, le système fut équipé de deux trains à deux voitures.
En 2008, les véhicules Adtranz C-100 originaux ont été remplacés par les véhicules actuels Bombardier de leur nom commercial Innovia APM 100 (anciennement CX-100).

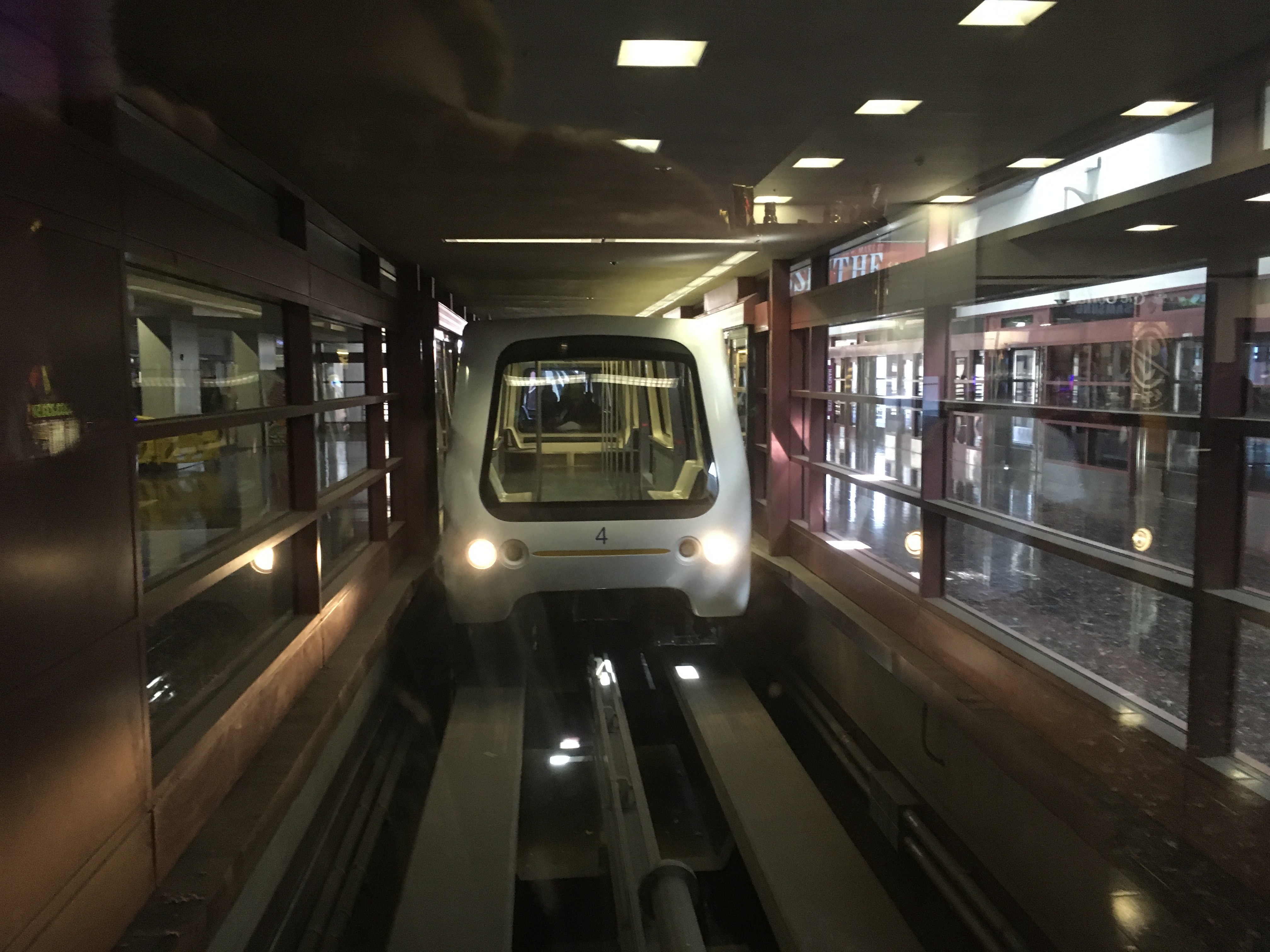
Véhicule, hall C

### La ligne Bleue
La ligne bleue est la plus longue des trois lignes et elle relie le bâtiment du terminal 1 au hall satellite D. Semblable à la ligne Verte, la ligne Bleue se compose de voies parallèles de 1,05 km de long chacune avec un train sur chaque voie faisant la navette entre les deux stations. La Blue Line a ouvert ses portes en 1998 avec l'ouverture du hall D. Chaque train C-100 de la ligne Bleue comprend trois voitures.
Lorsque la flotte de la ligne Verte a été remplacée, les véhicules d'origine de la ligne Bleue ont également été remplacés par des véhicules Bombardier Innovia APM 100 (CX-100) début 2009.
Le système peut transporter jusqu'à 6 000 passagers par heure.
En complément, un tapis-roulant de 300 m a été mis en service en 2007 entre les portes du hall D et les installations douanières du terminal 3.

### La ligne Rouge
Le terminal 3 est connecté au hall D Gates via la ligne Rouge. Comme les deux lignes précédentes, la ligne Rouge se compose de deux voies, chacune de 370 m. avec un train de trois voitures faisant la navette entre les deux stations sur chaque voie. La troisième ligne utilise également des véhicules Bombardier Innovia APM 100 (CX-100) sur la base d'un contrat obtenu en juin 2006. La ligne est entièrement souterraine.